# 塔利 (紐約州)
塔利是美國紐約州奧農達加縣南緣的一個鎮，位於雪城南方。據2010年統計人口為 2,738 人。本鎮命名乃基於古羅馬雄辯家馬庫斯·圖利烏斯·西塞羅（Marcus Tullius Cicero）。鎮內有塔利村。

## 地理
本鎮總面積為 26.3 平方英里 (68.1 平方公里)，其中0.4 平方英里 (1.1 平方公里) 為水域。本鎮南界亦為科特蘭縣縣界。
81號州際公路、美國國道11號、紐約州州道11A以南北向通過本鎮，紐約州80號州道則為本鎮東西向公路。
一連串的天然湖泊－塔利湖、格林湖、克魯克特湖、傑利湖、米洛湖（Tully (Big), Green, Crooked, Jerry's and Mirror Lakes）形成塔利湖群。

## 外部連結
- Village of Tully official website （页面存档备份，存于）, primary settlement within town
- Tully School District （页面存档备份，存于）
- Tully history/genealogy （页面存档备份，存于）